# کوه استفان
کوه استفان (به انگلیسی: Mount Stephen) یک کوه در کانادا است که در بریتیش کلمبیا واقع شده‌است. کوه استفان ۳٬۱۹۹ متر بالاتر از سطح دریا واقع شده‌است.